# Coenagrion glaciale
Coenagrion glaciale là một loài chuồn chuồn kim trong họ Coenagrionidae.
Coenagrion glaciale được Selys miêu tả khoa học năm 1872.